# اوکاوا، فوکوئوکا
اوکاوا در استان فوکوئوکا در کشور ژاپن واقع شده‌است  که دارای جمعیت ۳۸٬۲۶۶ نفر و مساحت ۳۳٫۶۱ کیلومتر مربع با تراکم جمعیت ۱٬۱۳۹  نفر در کیلومترمربع است و در تاریخ ۱ آوریل ۱۹۵۴ به عنوان شهر شناخته شد.